# Tvøroyri
Tvøroyri (vysl. [tvœ:roırı], dánsky: Tverå) je město na východním pobřeží ostrova Suðuroy, který patří do Faerských ostrovů. Tvøroyri leží na severní straně fjordu Trongisvágsfjørður.
Trajekt z Tórshavnu přistává v Krambatangi, jenž leží na druhé straně fjordu. Cesta z Tórshavnu do Tvøroyri trvá 2 hodiny.
Kostel v Tvøroyri se zdvihá nad městem a je vidět z dálky. Byl postaven v Norsku, poté rozebrán, převezen do Tvøroyri a v roce 1907 znovu postaven. Starý kostel byl přesunut do Sandvíku.
V samotném středu Tvøroyri, přímo nad přístavem, se nachází Hotel Tvøroyri. Mezi přístavem a hotelem je náměstí pokryté plochými kameny. Dříve se tu na slunci sušily ryby. Královský obchodní monopol, který zde měl v letech 1836-1856 pobočku, postavil první domy. Dá se říci, že městečko Tvøroyri bylo vlastně postaveno kvůli této pobočce.
Když byl v roce 1856 zrušen monopol, byly v Tvøroyri založeny soukromé společnosti. Jedna z nich se stala největší na Faerských ostrovech. Má 20 poboček a 30 lodí.
Je zde také museum v části nad přístavem. V Tvøroyri je velká továrna na filety, jenž spustila výrobu v roce 1975.
Trajekt je velký a když je krásné počasí, je to nádherná cesta. Je možné jet autobusem z přístavu Drelnes do Tvøroyri a dalších vesnic na ostrově. Z Tvøroyri můžete podniknout výlet přes hory do údolí zvaného Hvannhagi. Je odtud nádherný pohled na celé údolí a moře.
Tvøroyri a Vágur se střídají v pořádání ročního festivalu Jóansøka, vždy na konci června. Tento festival může být popsán jako menší verze známého festivalu Ólavsøka, který se koná v Tórshavnu.
Tvøroyri je rodištěm bývalého ministerského předsedy Faerských ostrovů, pana Jóannese Eidesgaarda.
- Fotbalový tým: TB Tvøroyri
- Oficiální web: tvoroyri.fo Archivováno 9. 10. 2011 na Wayback Machine.

## Osobnosti
- Anker Eli Petersen, umělec.
- Atli Dam, politik.
- Jóannes Eidesgaard, politik.
- Oliver Effersøe, politik.

## Galerie

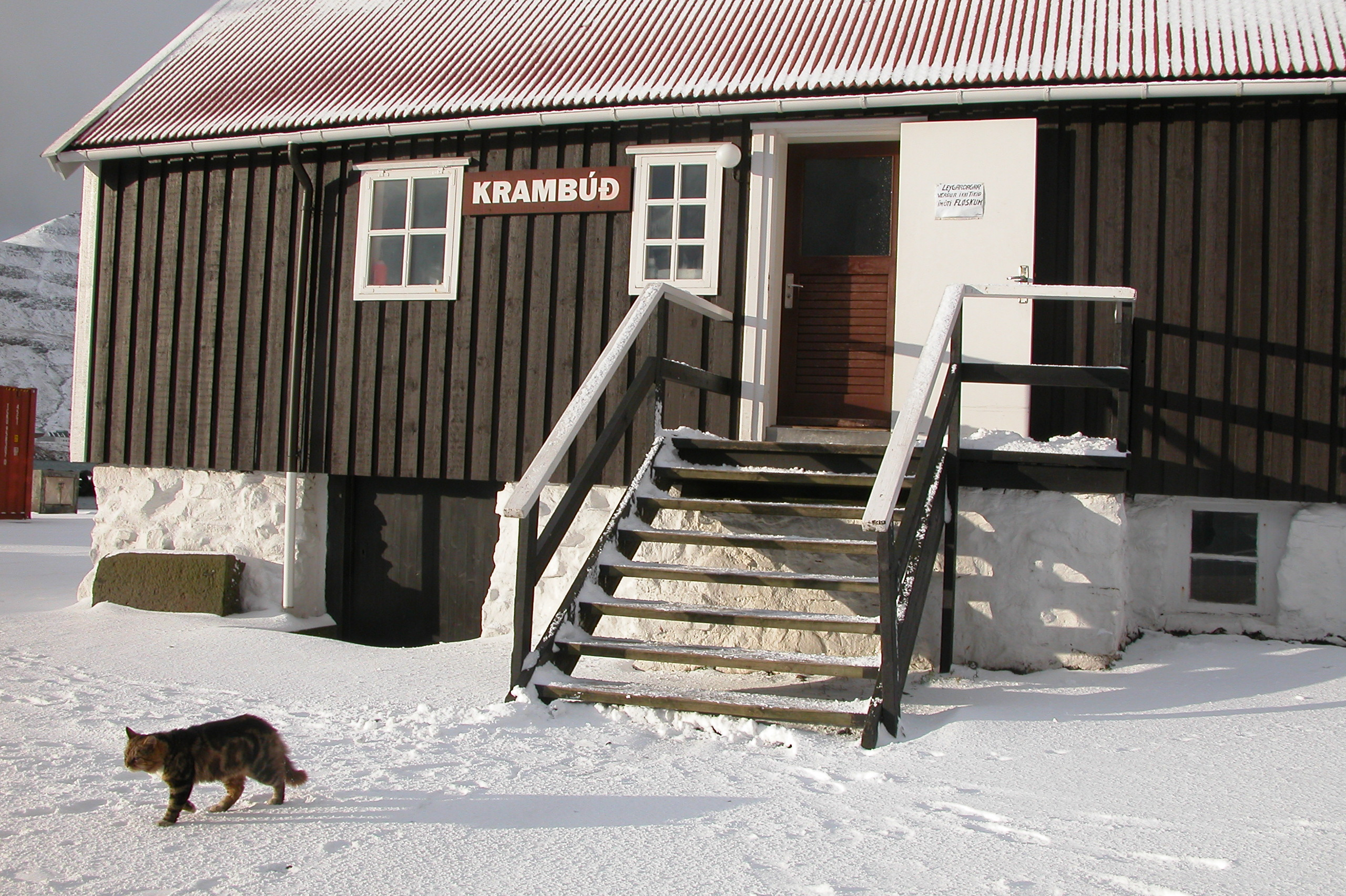
Obchůdek v Tvøroyri
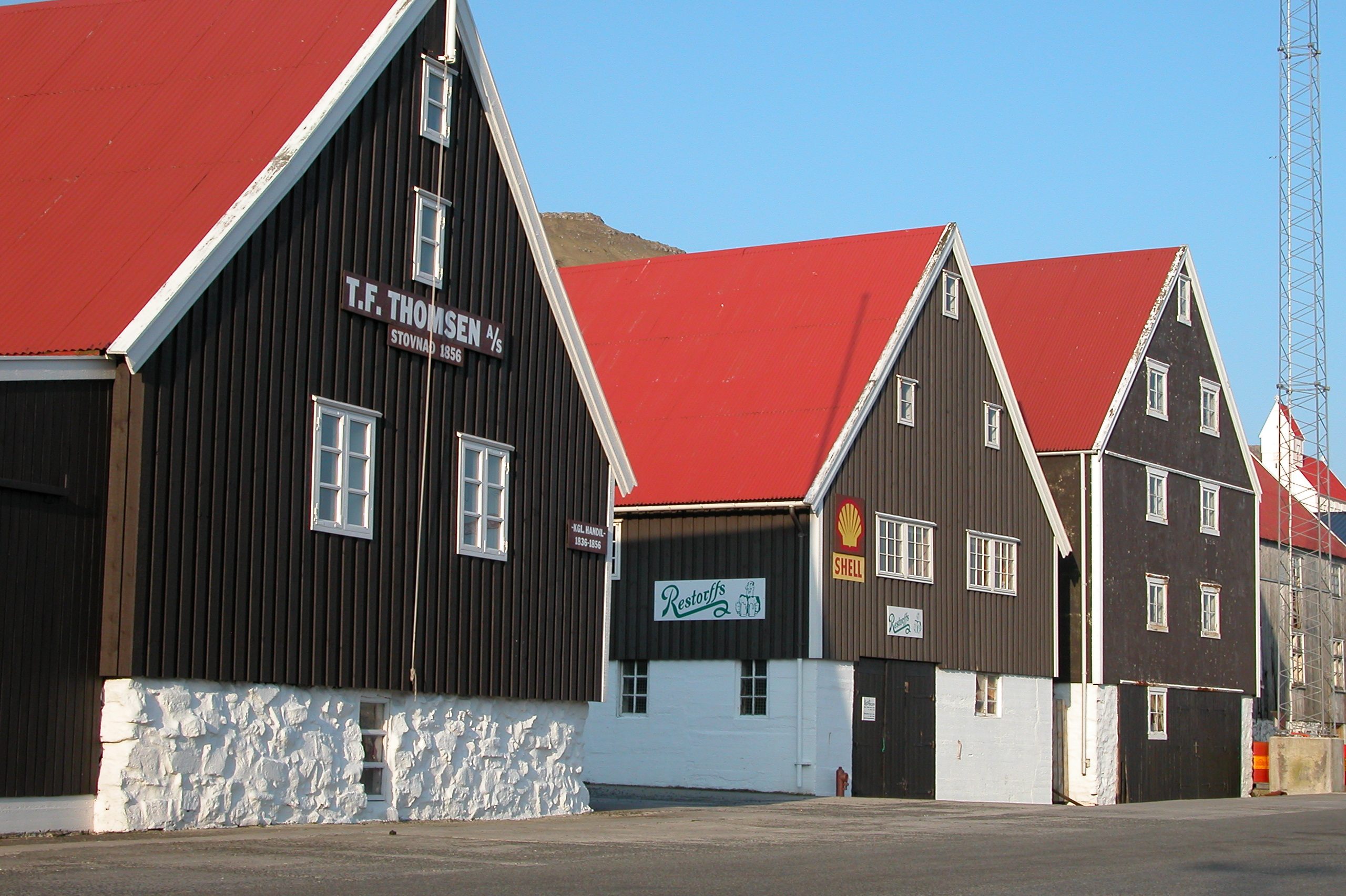
Sklady v Tvøroyri
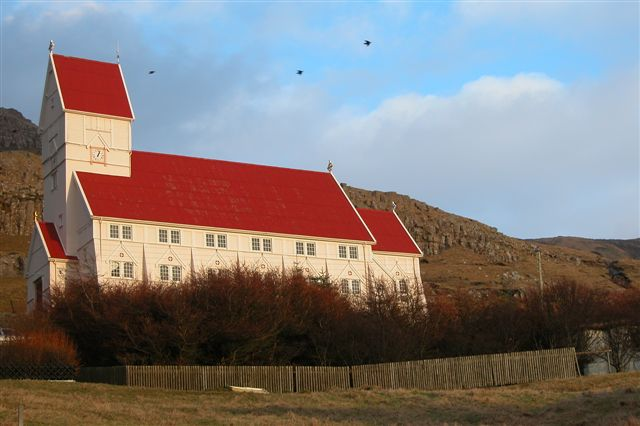
Kostel v Tvøroyri
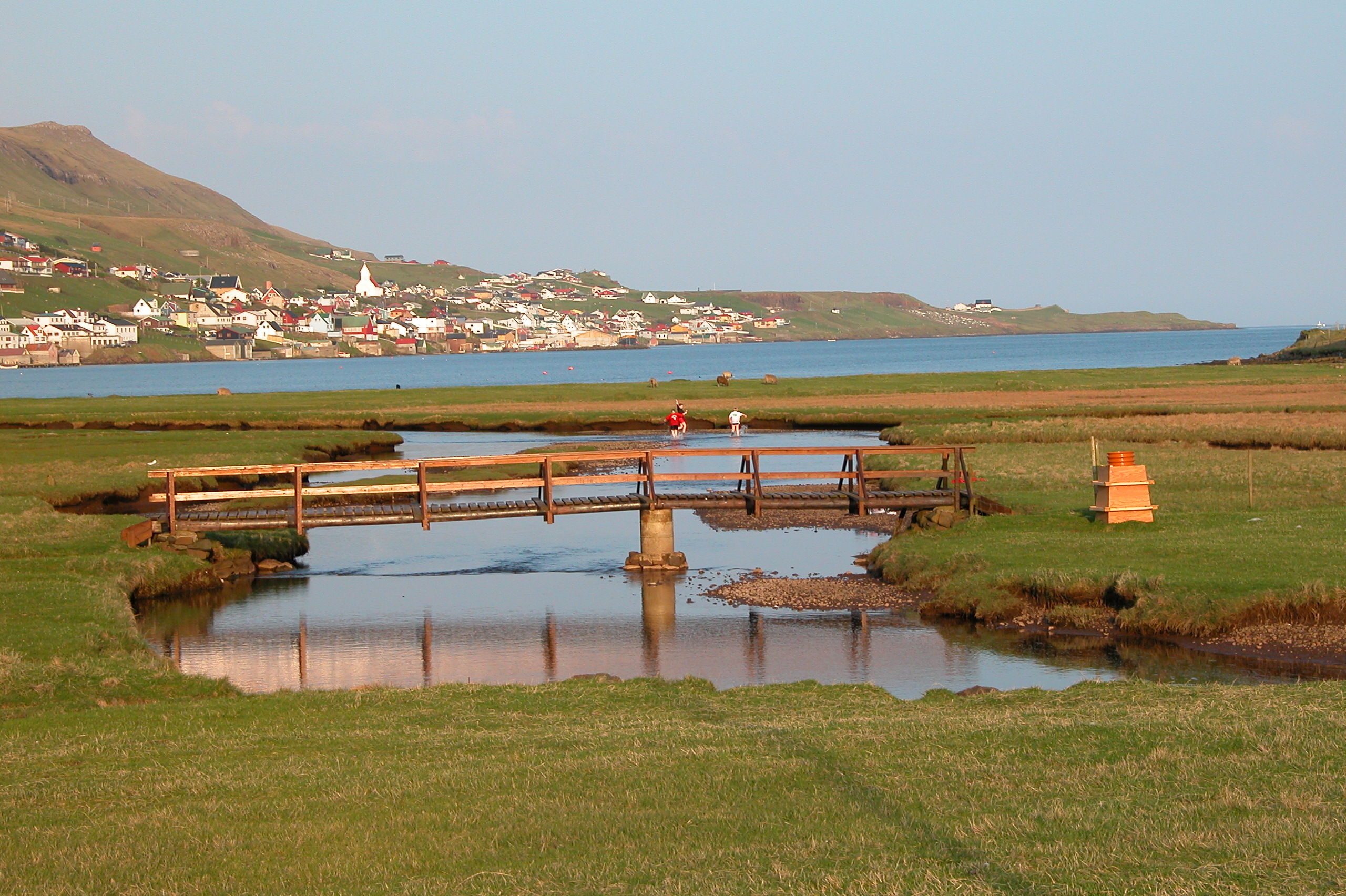
Trongisvágur, Tvøroyri, Faerské ostrovy
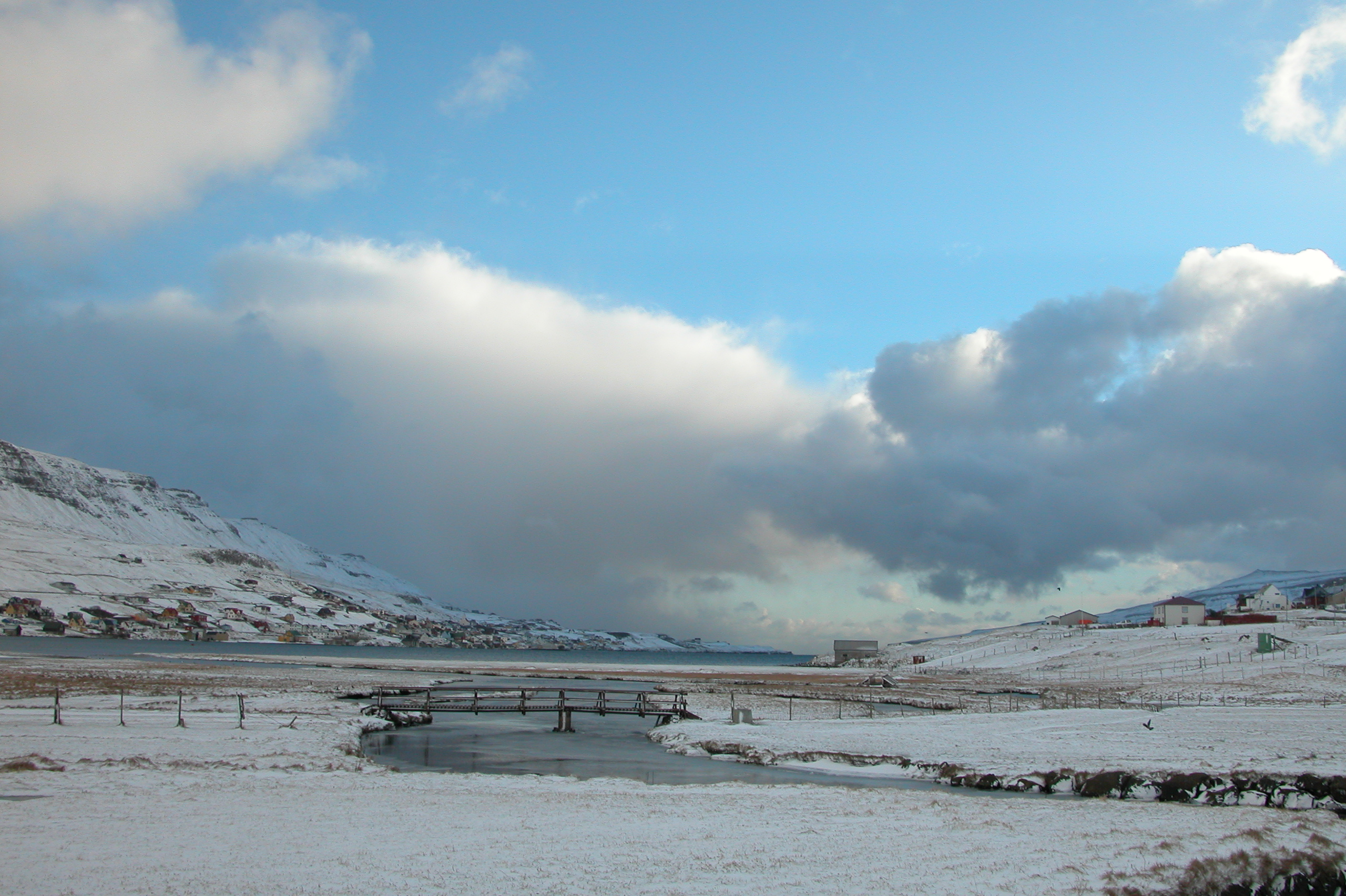
Zimní scenérie z Trongisváguru v Tvøroyri, Faerské ostrovy
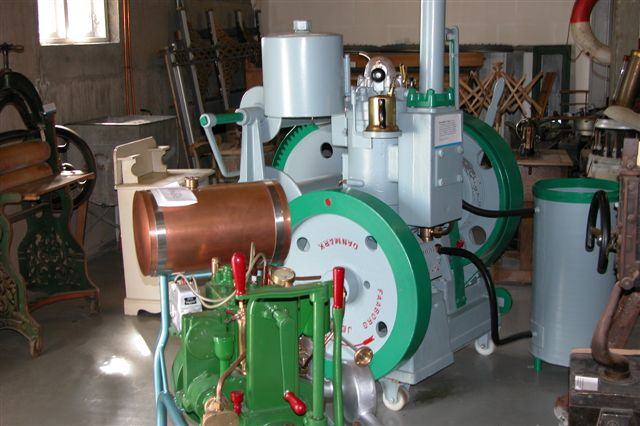
Lodní motor, muzeum v Tvøroyri
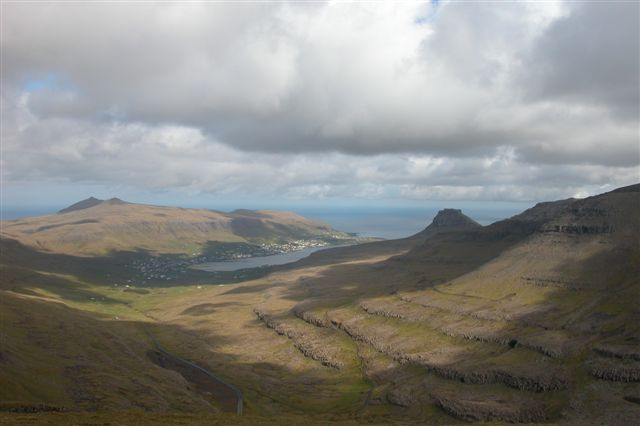
Tvøroyri
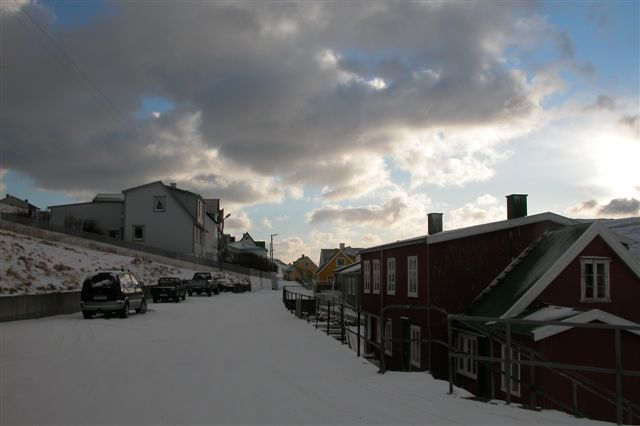
Tvøroyri
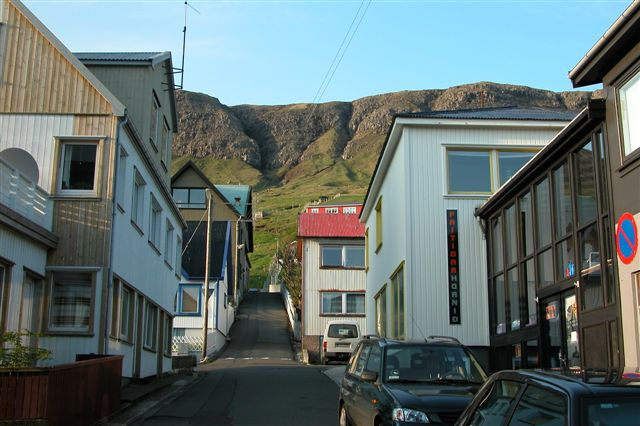
Tvøroyri
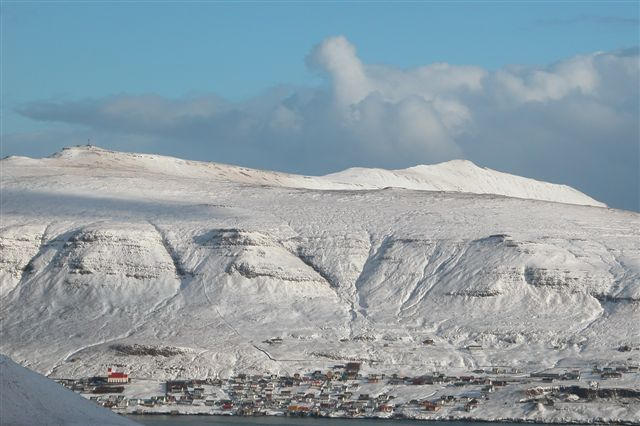
Tvøroyri
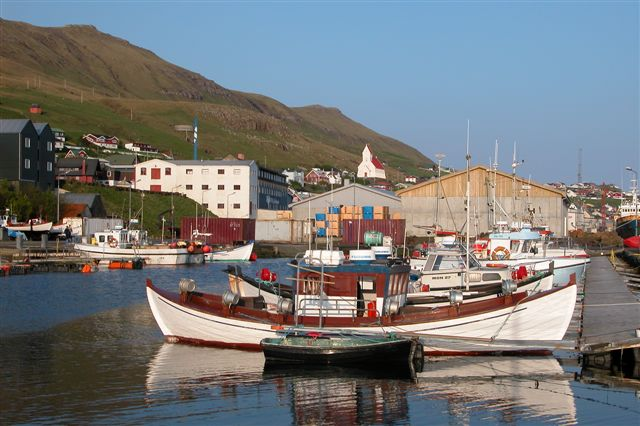
Tvøroyri
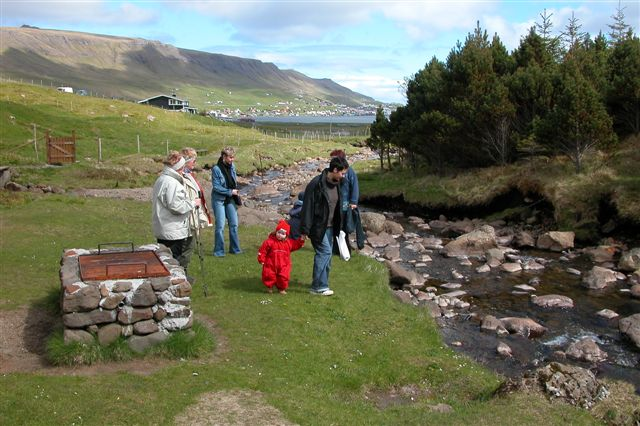
Tvøroyri
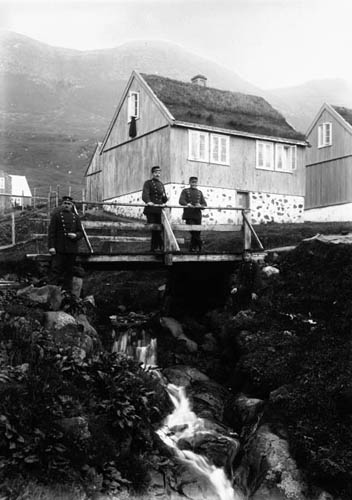
Tvøroyri, 1899
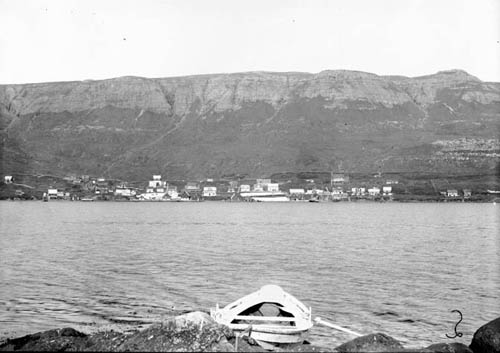
Tvøroyri, 1899
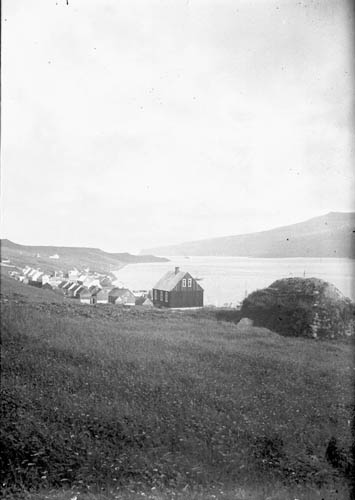
Tvøroyri, 1899
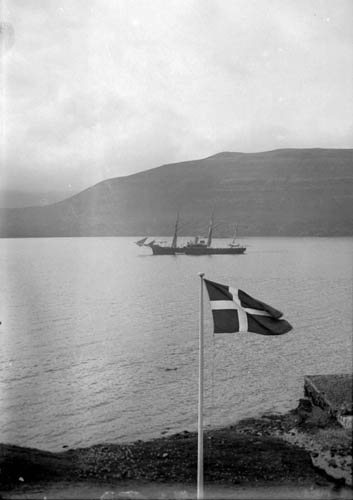
Tvøroyri, 1899
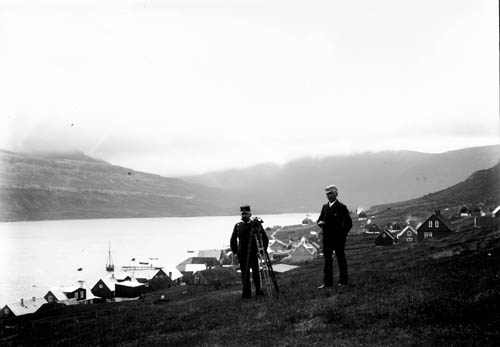
Tvøroyri, 1899
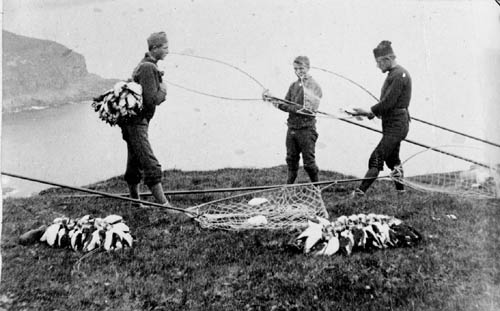
Ptáčníci jižně od Tvøroyri, rok 1899
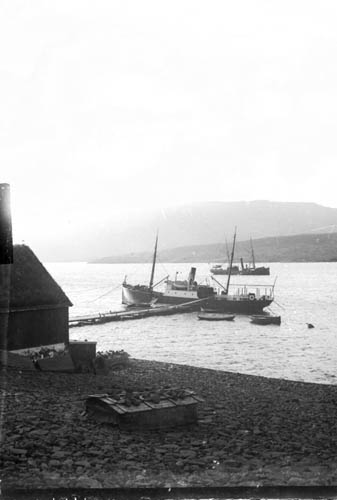
První trajekt Smyril v Tvøroyri, kolem roku 1899
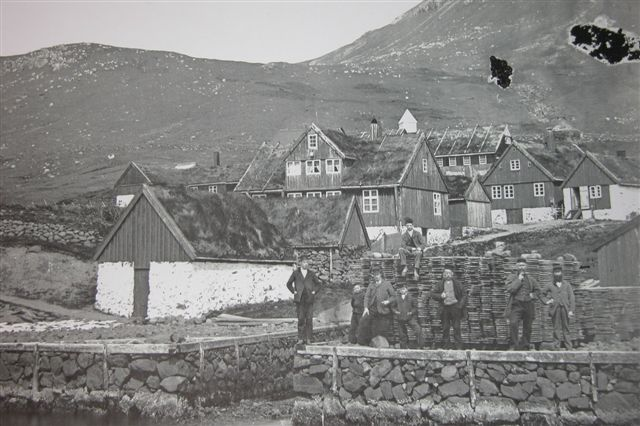
Tvøroyri v roce 1899
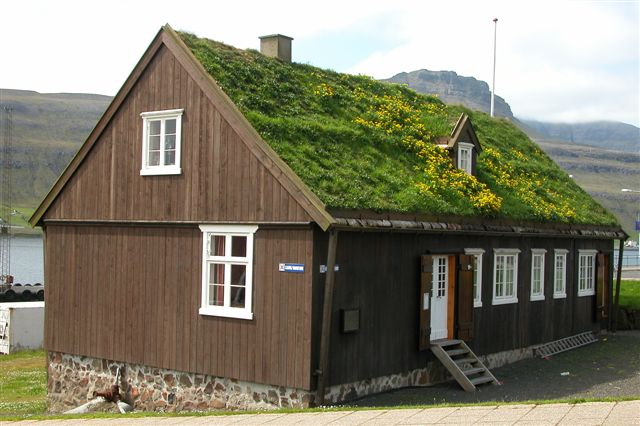
Stejná budova v roce 2007, nyní je to muzeum